# 德斯·西蒙森
德斯·西蒙森（英語：Des Simonson，1926年4月17日—2004年4月5日），新西兰男子赛艇运动员。他曾代表新西兰参加1950年大英帝国运动会赛艇比赛，获得男子双人双桨银牌。